# Augsburger Müllberg
Der Augsburger Müllberg, auch Augsburger Schuttberg genannt, ist eine künstliche Erhebung im Norden des Augsburger Stadtgebiets. Der Schuttberg der Mülldeponie Augsburg-Nord erhebt sich rund 55 Meter gegenüber seiner Umgebung, die etwa 457 Meter über dem Meeresspiegel gelegen ist, bis zu einer Höhe von 512 Metern.

## Lage
Die 420.000 m² große ehemalige Mülldeponie befindet sich im Stadtbezirk Augsburg-Firnhaberau nordöstlich neben der 2007 erneuerten A 8-Autobahnbrücke über den Lech. Das Areal liegt auf Augsburger Flur, der Grundbesitzer ist jedoch zu großen Teilen die Stadt Gersthofen.
Der Lech fließt unmittelbar westlich der Deponie vorbei. Er hat genau auf der Höhe des Müllbergs ein Wehr, vor welchem nach links der parallel zum Lech angelegte Lechkanal abgeleitet wird; dort befindet sich auch eine Betriebsstelle der Lechwerke. Das Gebiet westlich des Lechs gehört zu Gersthofen, das Gebiet nördlich, östlich und südlich des Müllbergs gehört zu Augsburg. Im Süden grenzt die Autobahn 8 und das Naturschutzgebiet Firnhaberauheide an. Nordwestlich des Berges befindet sich der Europaweiher, ein kleiner See.
Der Schuttberg liegt in der Anflugschneise des Augsburger Flugplatzes. Aus diesem Grund gibt es auf seinem Gipfel Schilder mit der Aufschrift „Achtung Flugbetrieb“.

## Geschichte
Die Deponie entstand nach dem Zweiten Weltkrieg durch die Verfüllung von Baggerseen mit Schutt aus dem Zweiten Weltkrieg, der eine jahrzehntelange Nutzung als Hausmülldeponie folgte. Seit dem Jahr 1996 wird der Hausmüll der Landkreise Augsburg und Aichach-Friedberg sowie der Stadt Augsburg in der nahegelegenen Abfallverwertungsanlage Augsburg behandelt.
Im Jahr 2006 lief ein Nutzungsvertrag zwischen den Städten Augsburg und Gersthofen aus. Seither werden noch Abfälle der Deponieklasse I verfüllt, beispielsweise Straßenkehricht, Dämmstoffe oder Asbestplatten.

## Schadstoffbelastung und Renaturierung
Von der Deponie ging bis in die 1980er Jahre durch die starke Schadstoffbelastung eine hohe Gefährdung für das Grundwasser aus. Auch in den Lech flossen vor Jahren noch die Sickerwässer der Deponie, da diese nicht abgedichtet war.
Es begannen daher umfangreiche Sanierungs-, Rekultivierungs- und Renaturierungsmaßnahmen. Um eine Auswaschung von Giftstoffen zu verringern, wurde zwischen 1988 und 1996 der Müllberg mit einer mehrlagigen Lehmschicht abgedeckt und eine 2 m dicke Bodenschicht aufgetragen. Auf dem Berg wurden 17 Hektar Magerwiesen, Trocken- und Kiesbodenstandorte geschaffen (Schafbeweidung) und am Fuße der Deponie entstanden wechselfeuchte Biotopstrukturen.

## Öffnung als Naherholungsgebiet

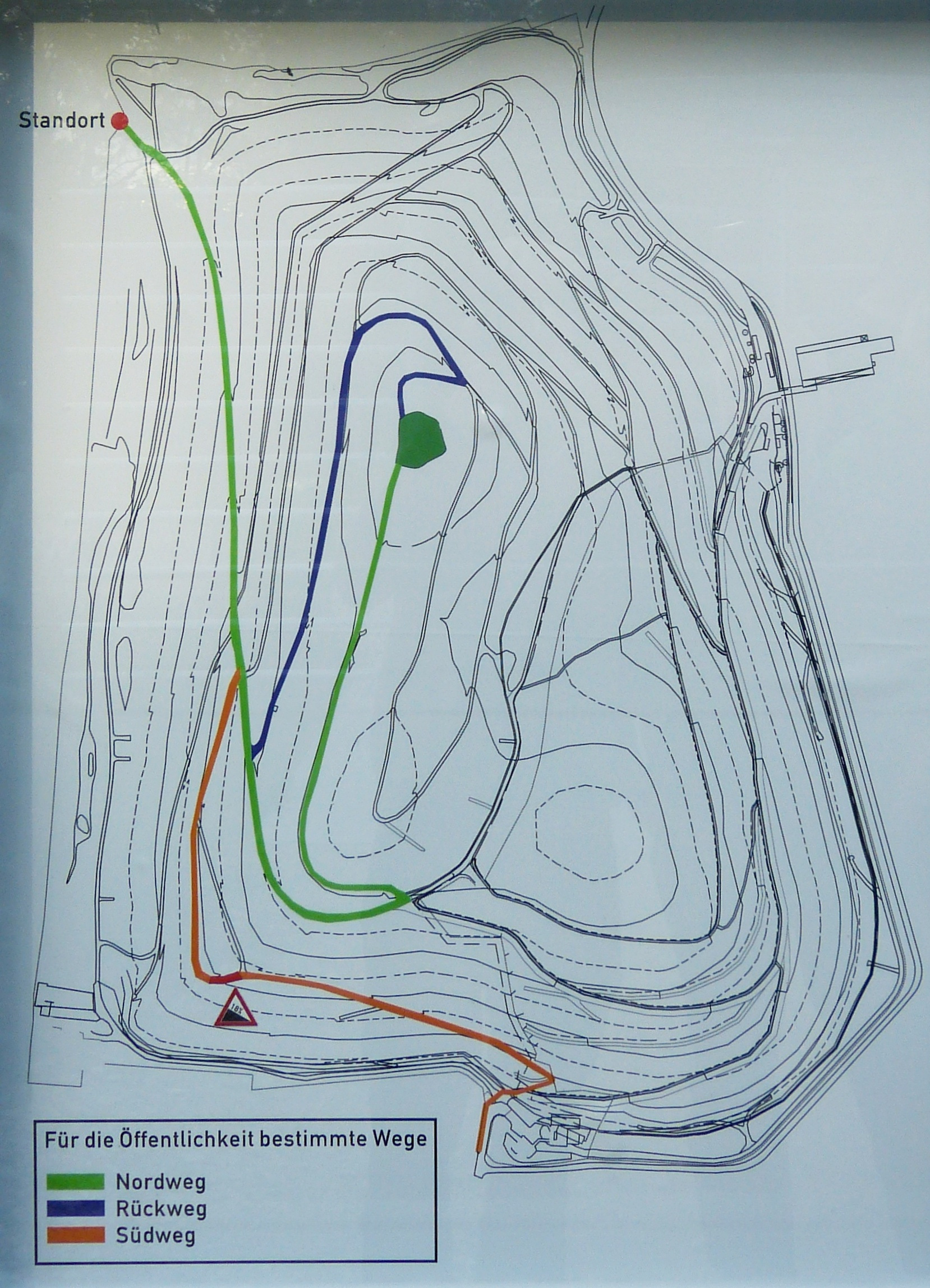
Plan mit den Wanderwegen

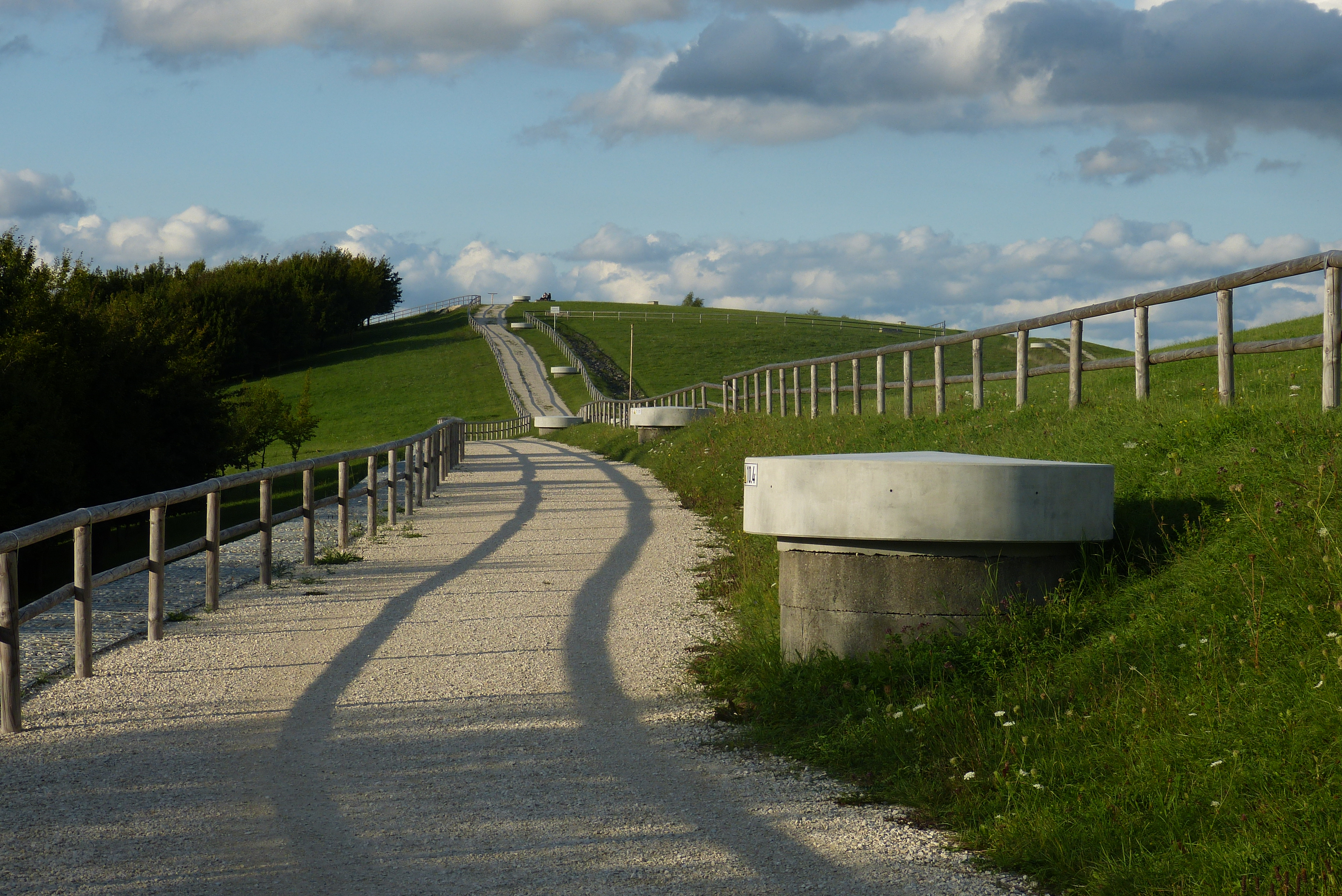
Weg zum Gipfel und Gasbrunnen

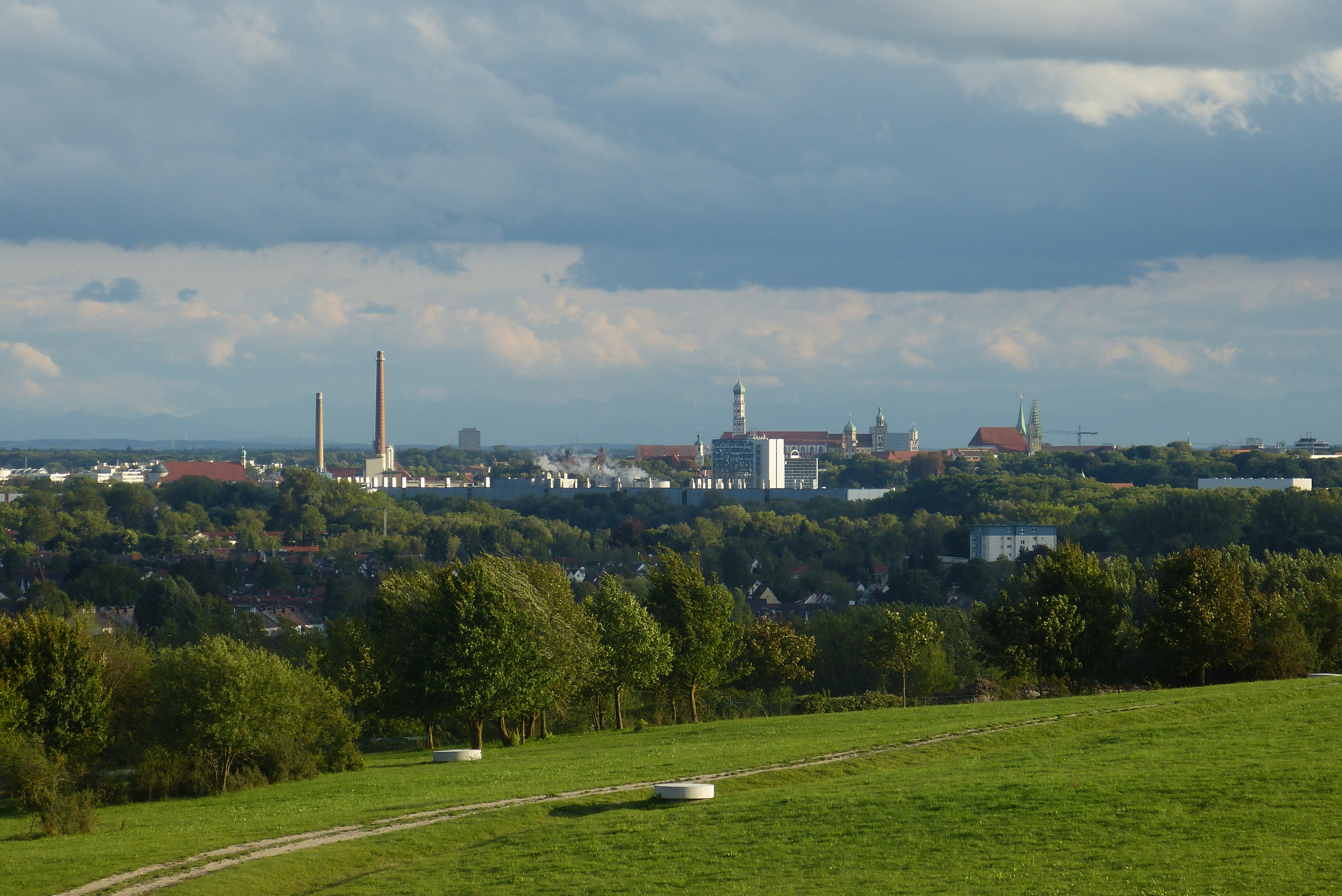
Blick vom Gipfel Richtung Süden (Augsburg)

Am 20. Dezember 2016 wurde ein Teil des Berges durch die Stadt Augsburg als Aussichtsberg und Naherholungsgebiet für die Öffentlichkeit freigegeben. Auf dem Gelände wurden Wanderwege in einer Länge von 2400 Metern angelegt. Zu Eröffnung gab es eine Veranstaltung, an der einige Vertreter der Städte Augsburg und Gersthofen teilnahmen.
Die Zugänge befinden sich am Ende des Jagdwegs in der Firnhaberau und in der Nähe des Europaweihers. Die Drehkreuze sind täglich in den Wintermonaten (November bis März) von 8:00 bis 16:00 Uhr und von April bis Oktober von 8:00 bis 20:00 Uhr geöffnet. Von dort aus kann man über drei Wege den Gipfel des Schuttbergs erreichen. Die gut ausgebauten Wege eignen sich auch für einen Spaziergang mit Kinderwagen oder Rollstuhl.
Vom Augsburger Müllberg aus hat man einen guten Blick auf Gersthofen und Augsburg, auf die A 8, die Autobahnbrücke, den Lech, den Flugplatz Augsburg, und bei guter Fernsicht auf die Alpen.

## Energiegewinnung
Nach umfangreichen Sanierungsmaßnahmen wird mittlerweile aus dem Deponiegas Strom erzeugt. Das Deponiegaskraftwerk der Lech-Elektrizitätswerke (LEW) besteht aus drei Otto-Gasmotoren mit angekoppelten Generatoren. Mit einer Spitzenleistung von 2.060 kW kann damit der Strombedarf von rund 750 Privathaushalten gedeckt werden.

## Europaweiher
Auf einer Seebühne beim Europaweiher am nördlichen Fuß des Müllbergs fand früher im Sommer das Freiluftkino Lechflimmern statt. Wegen verringerter Sponsoren und der baufällig gewordenen Seebühne wurden die dafür benötigten Anlagen 2009 wieder abgebaut.